# Maria Riva
Maria Riva, właśc. Maria Elisabeth Sieber (ur. 13 grudnia 1924 w Berlinie) – niemiecka aktorka, obywatelka amerykańska.
Urodzona w Berlinie w 1924 roku jako córka Marleny Dietrich i jej męża Rudolfa Siebera. W 1930 przeniosła się wraz z rodzicami do Los Angeles. Występowała w filmie Imperatorowa z 1934 roku.

## Filmografia
- 1934: Imperatorowa
- 1936: Ogród Allaha
- 1988: Wigilijny show